# 소니 보이 윌리엄슨 2세
알렉 밀러(Aleck Miller, 1912년 12월 5일 ~ 1965년 5월 24일)는 미국의 블루스 하모니카 연주자이자 가수이자 작곡가였다. 그는 1950년대와 1960년대에 성공적으로 녹음한 젊고 영향력 있는 블루스 하프 스타일리스트였다. 밀러는 라이스 밀러와 리틀 보이 블루를 포함한 다양한 이름을 사용해 자신을 소니 보이 윌리엄슨이라고 부르기도 했다. 이 이름은 시카고 블루스 가수이자 하모니카 연주자의 이름이기도 했다. 이 둘을 구분하기 위해, 밀러는 소니 보이 윌리엄슨 2세(Sonny Boy Williamson II)로 불렸다.